# Seznam rodů Ridderskaab
Tato stránka obsahuje seznam současných i bývalých rodů šlesvicko-holštýnského zemského rytířstva, resp. zemské šlechty, tzv. Ridderskaab. Rody se podle data přijetí do Ridderskaab dělily na Equites originarii (latinsky doslova "původní rytíři", i když mezi ně nepatřily výhradně rody původem z Holštýnska) a na Recepti (latinsky doslava "přijatí", šlo o přistěhovavší se či nově do šlechtického stavu povýšené rody). Časovým mezníkem mezi oběma skupinami byl rok 1790, kdy se dosud politicky a fakticky existující Ridderskaab začalo sdružovat jako spolek či korporace. Zkratky označují šlechtický titul, jaký v současnosti konkrétní rod, případně jeho jednotlivé větve požívají (vypsány jsou pouze ty rodové větve, které dodnes patří do Ridderskaab): kn.: kníže l. hr.: dánský lenní hrabě, hr.: hrabě, sv. p.: svobodný pán (německý titul), br.: baron (dánský titul), ryt.: rytíř, šl.: prostý šlechtic

## Současní členové

### Equites originarii
Mezi Equites originarii patří dnes ty rody, které byly členy zemského Ridderskaab již před zřízením rytířské korporace r. 1790. Dnes žije již jen devět rodů původního rytířstva řadících se k Equites originarii:
Rody, které můžeme doložit v Holštýnsku již ve 13. nebo 14. století a zároveň rody s holštýnským původem (vzhledem k zániku původní šlesvické šlechty a holštýnské kolonizaci se nevztahovalo automaticky na rody šlesvické):
- Ahlefeld (hr., sv. p., šl.)
- Brockdorff (hr., br.) - z tohoto rodu pocházela metresa Augusta Silného, hraběnka Anna Constantia Kozelská
- Buchwaldt (šl.)
- Rantzau (hr., šl.)
- Reventlow (hr.)
- Rumohr (šl.)
- Thienen-Adlerflychtové (br.) – rod Thienen doložen kol. r. 1000 v holštýnských Dytmarsech, kol. r. 1180 vyhnáni ze země, před r. 1315 se vrátili a byli přijati do Ridderskaab jako původní zemský rod, 1840 připojení jména Adlerflycht

Rody později přijaté:
- Holck (hr.) - přijati r. 1786, resp. r. 1800, pocházeli ze Šlesvicka (jediní zbyli z prvotní zemské šlechty) a šlo původně o Dány
- Schack (l. hr, hr.) – pocházeli ze sousední oblasti kolem Bardowicku u Lüneburgu, kol. r. 1580 se usadili v Holštýnsku a r. 1714 přijati do Ridderskaab

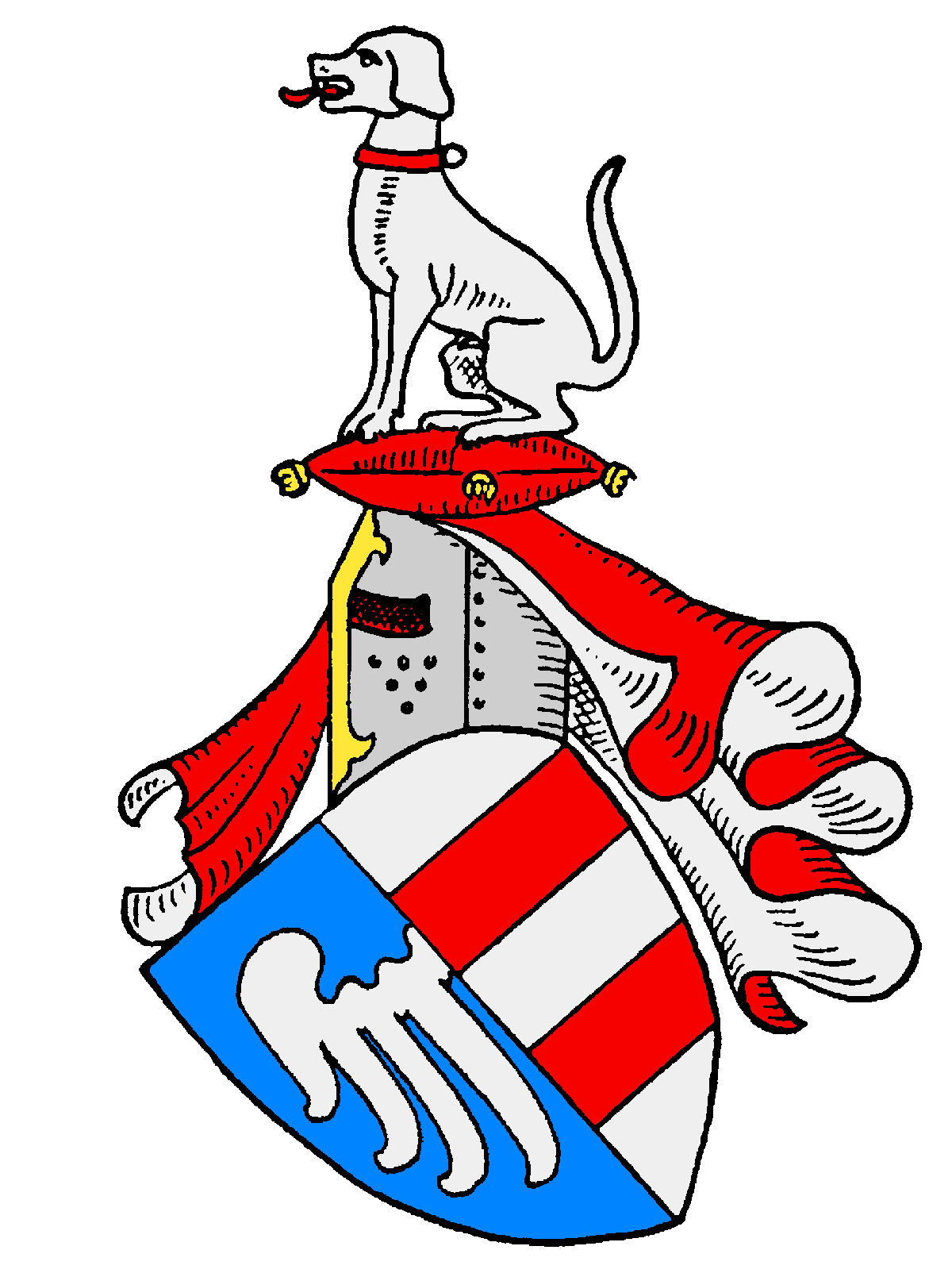
Ahlefeld
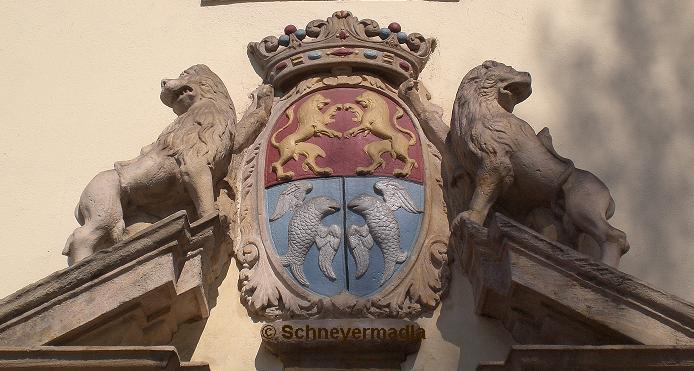
Brockdorff
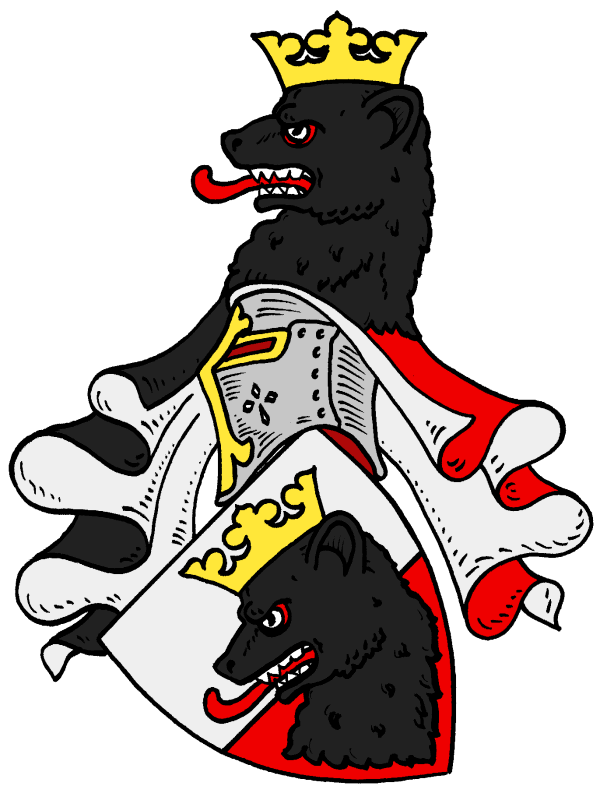
Buchwaldt
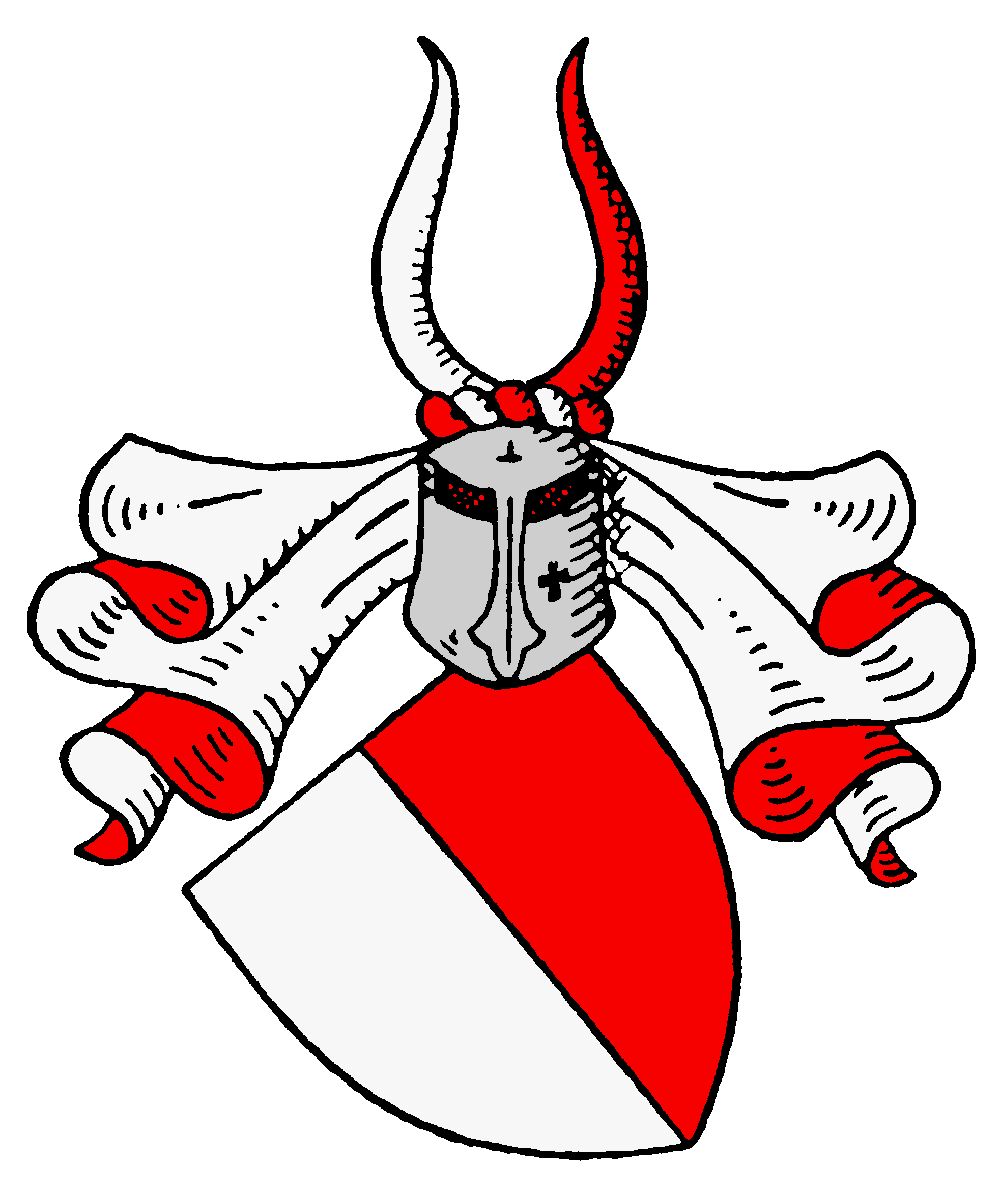
Rantzau
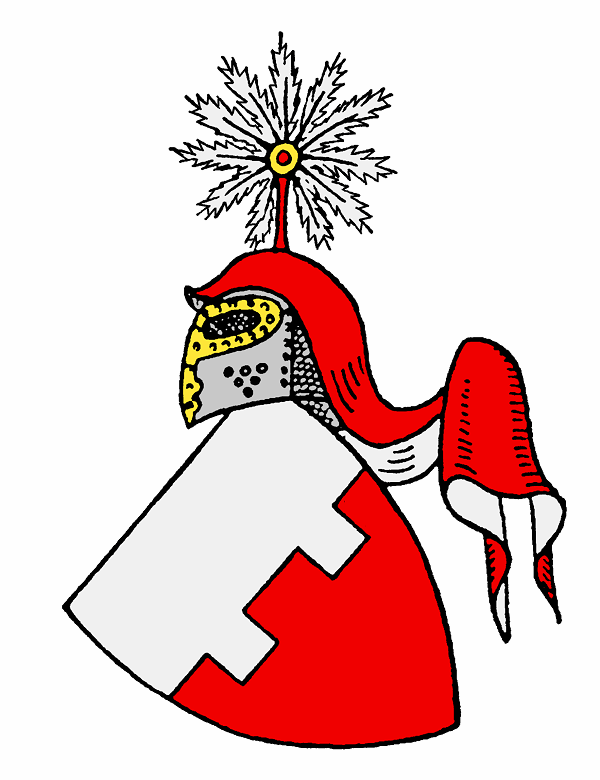
Reventlow
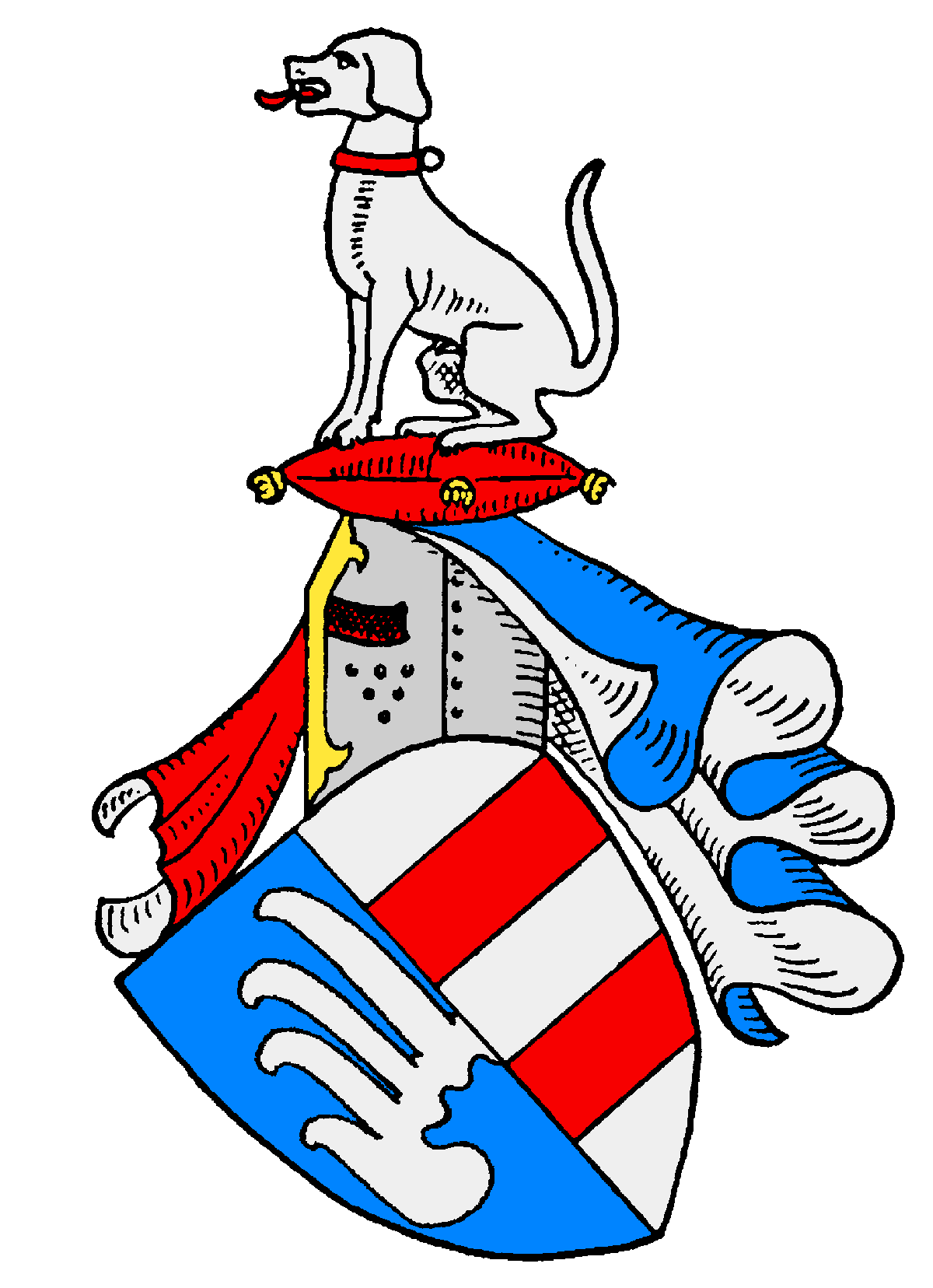
Rumohr (shodný erb s Ahlefeldy)
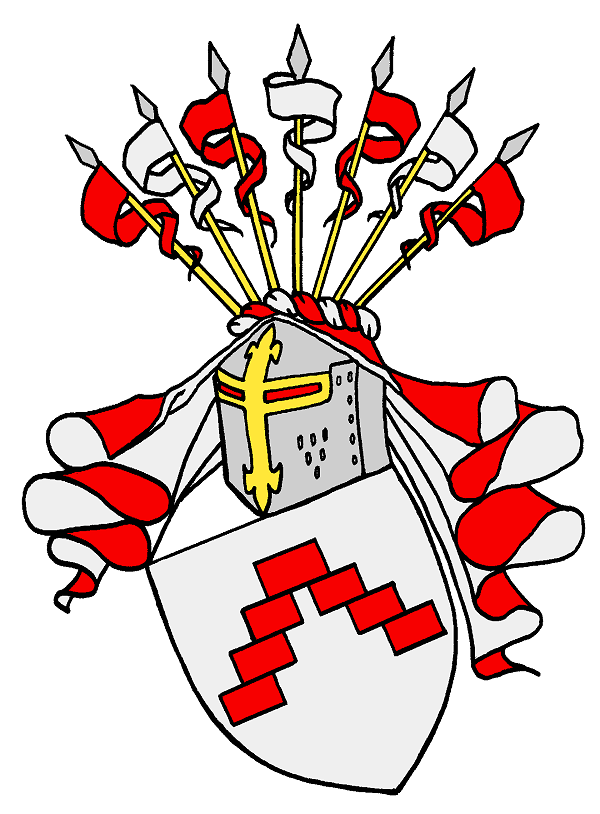
Holck
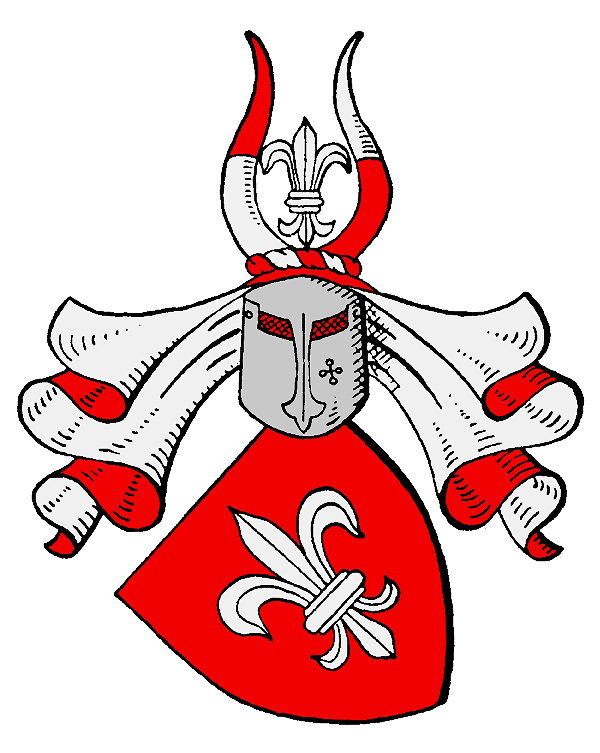
Schack

### Recepti
Mezi tzv. Recepti, tedy rody do šlesvicko-holštýnského rytířstva později přijaté, patřili a patří ti, kteří v zemi žili již třetí generaci a zároveň tu vlastnili vrchnostenský statek (Adliges Gut nebo Kanzleigut). Náleží k nim dvě skupiny šlechtických rodin.
Staré i mladší šlechtické (rytířské) rodiny ze sousedních zemí:
- Plessen (hr, br.) – snad prastarý rod původem z okolí Göttingenu v Saském vévodství, prokazatelně rod z Meklenburska
- Baudissin (hr.) – rod z Horní Lužice
- Platen (hr.) – rod z Rujány, hallermundská větev mediatizována
- Levetzow (sv. p., šl.) – meklenburský rod, pocházela z něj Ulrika von Levetzow
- Bernstorff (l. hr., hr.) – rod původem z Meklenburska
- Hahn (hr.) – prastarý meklenburský rod
- Scheel (l. hr., hr.) – rod původem z Dánska
- Holstein (hr.) – vzhledem k jejich jménu se uvažuje o holštýnském původu rodu, poprvé doloženi v oblasti Bergu
- Hessenstein "II" (hr.) – nemanželští potomci hesensko-kasselského lantkraběte Viléma IX.
- Thun-Hohenstein (hr.) – rod původem z Jižního Tyrolska, do Holštýnska přišel po druhé světové válce z ČSR
- Hobe-Gelting (br., šl.) – rod meklenburského původu
- Bethmann-Hollweg (šl.) – nobilitovaní bankéři z Frankfurtu, pocházel z nich německý kancléř Theobald von Bethmann-Hollweg
- Kerssenbrock (hr.) – prastarý rod z oblasti Lippe
- Bülow (hr., šl.) – rod z Meklenburska, pocházel z něj německý kancléř Bernhard von Bülow
- Waldersee (hr.) – nemanželští potomci anhaltsko-desavského knížete Leopolda III.
- Westphalen zu Fürstenberg (hr.) – rod z Vestfálska
- Stolberg-Stolberg (hr.) – mediatizovaný rod původem z Harzu

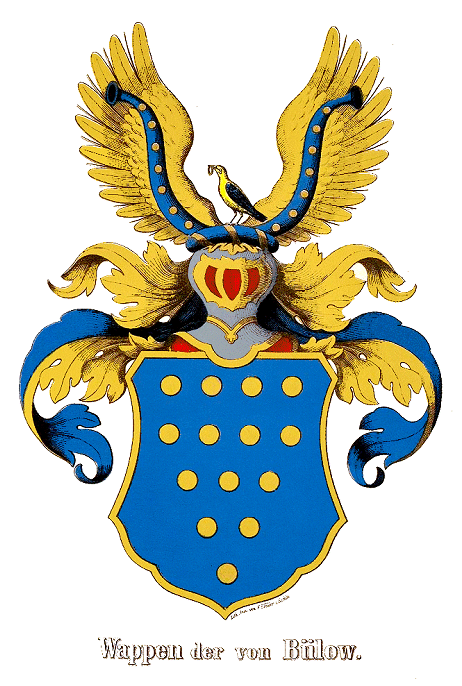
Bülow
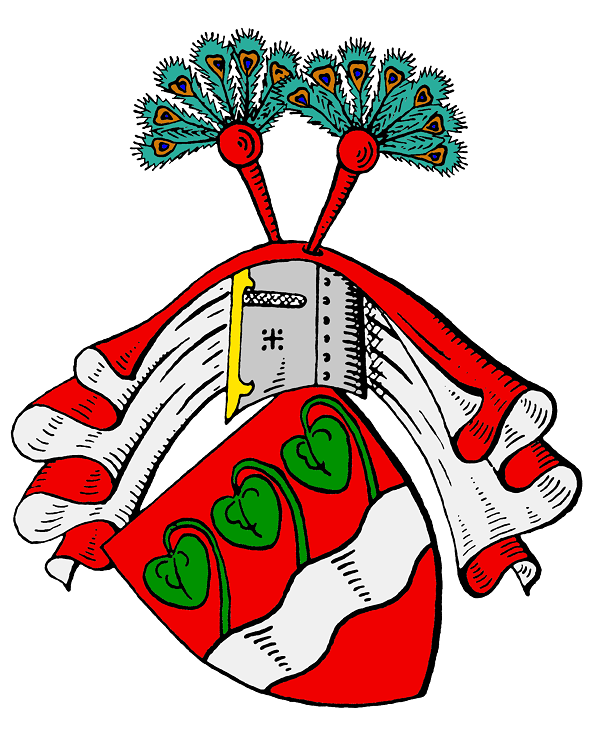
Bernstorff
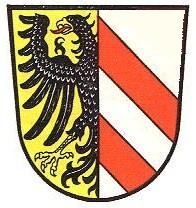
Bethmann
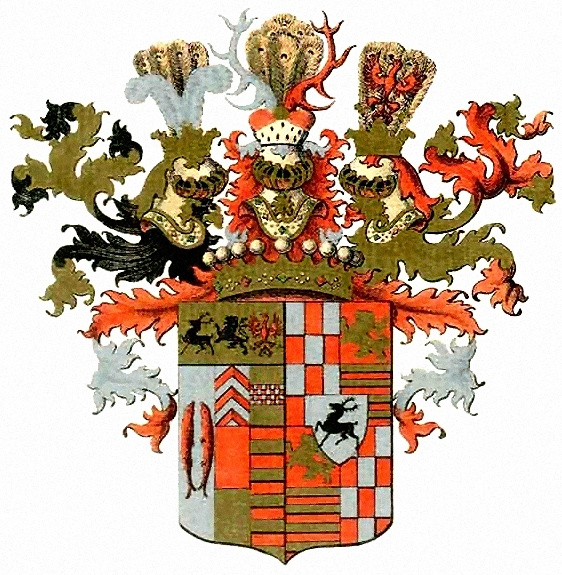
Stolberg
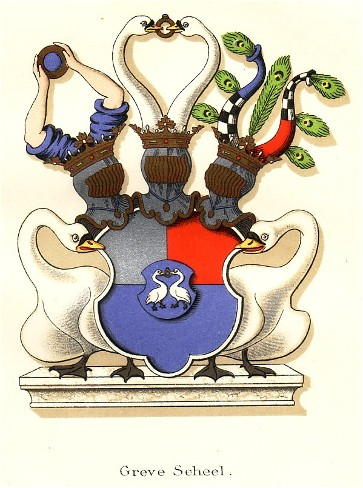
Scheel
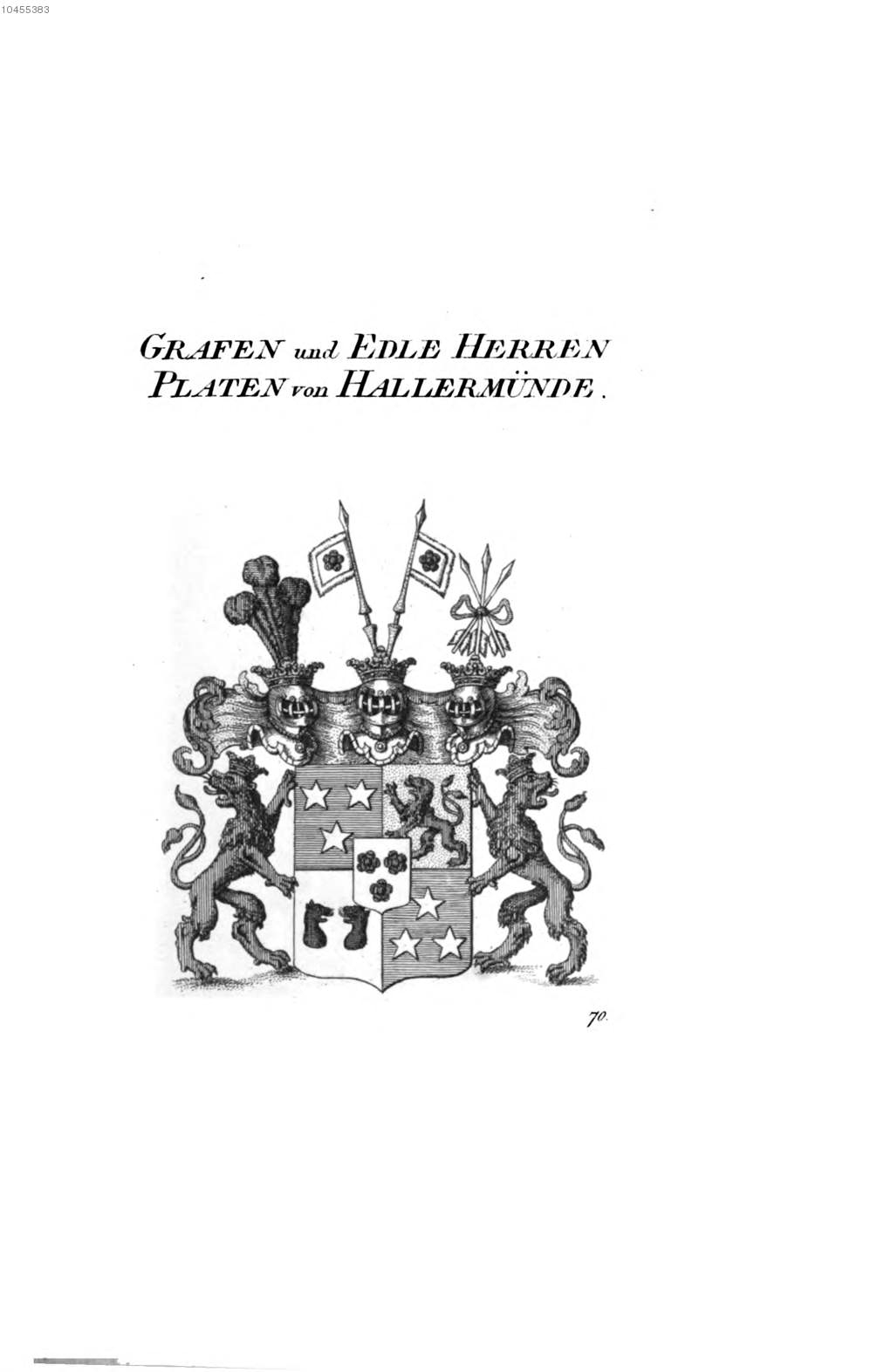
Platen
Kerssenbrock
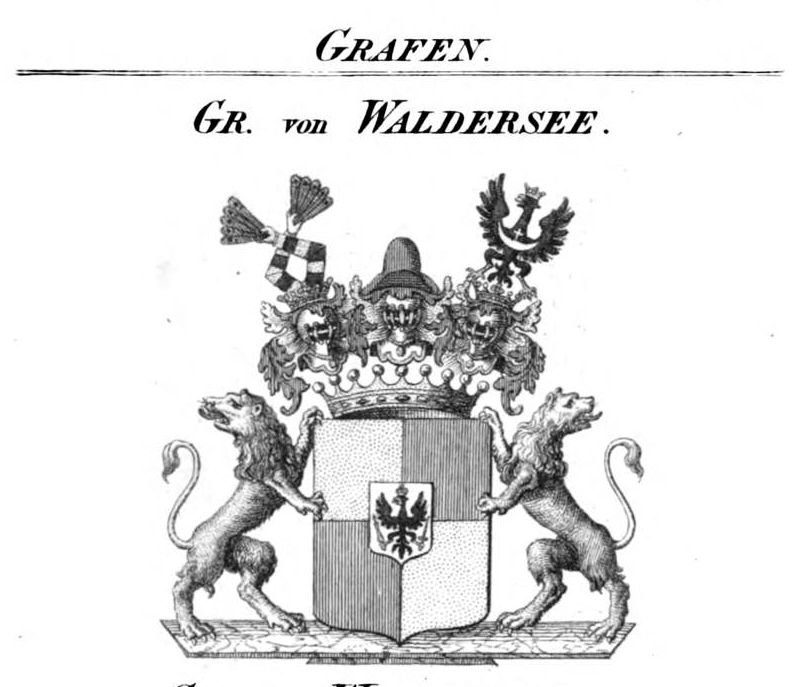
Waldersee
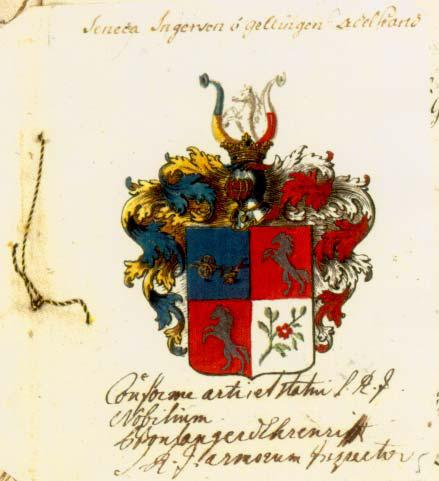
Hobe
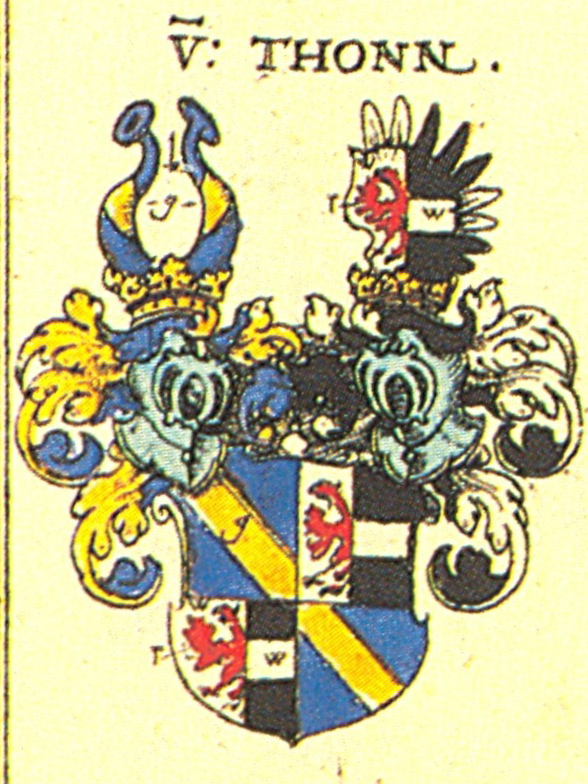
Thun-Hohenstein
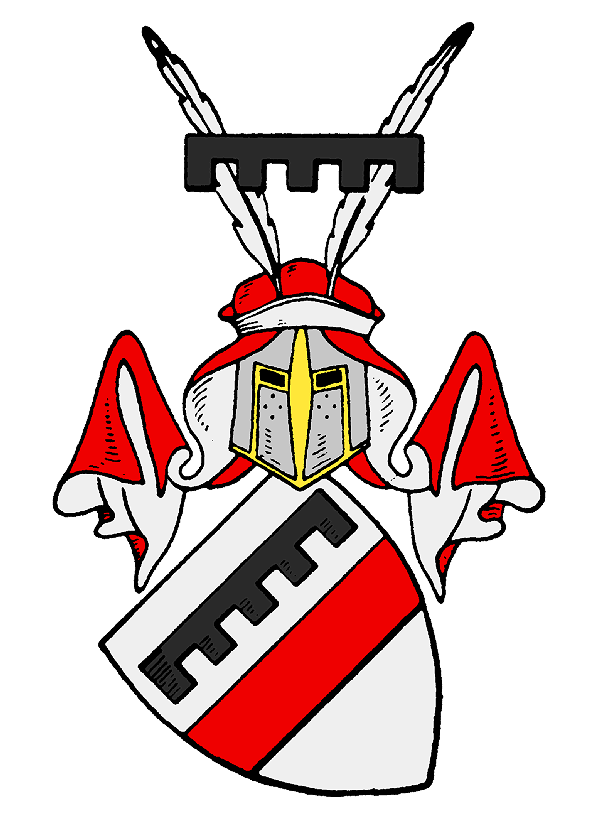
Westphalen
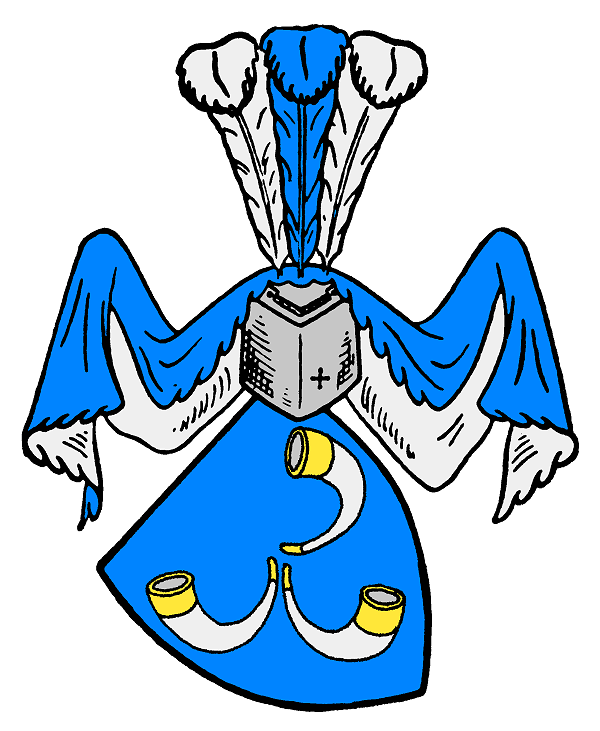
Baudissin
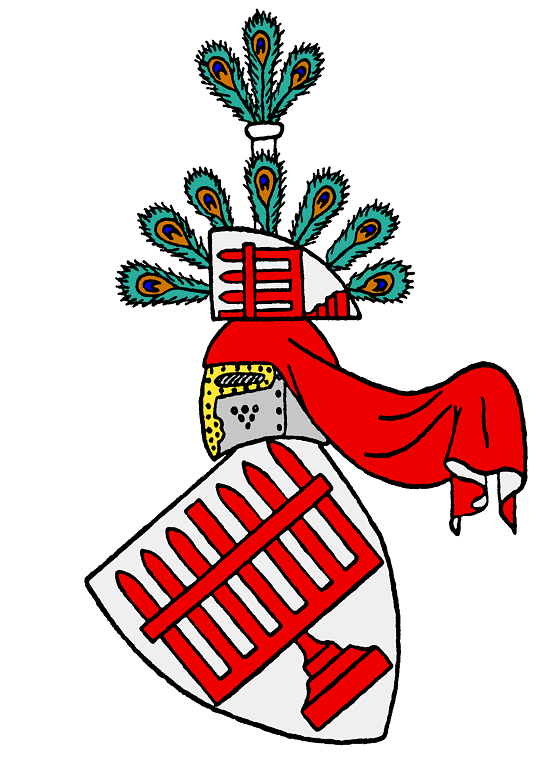
Levetzow
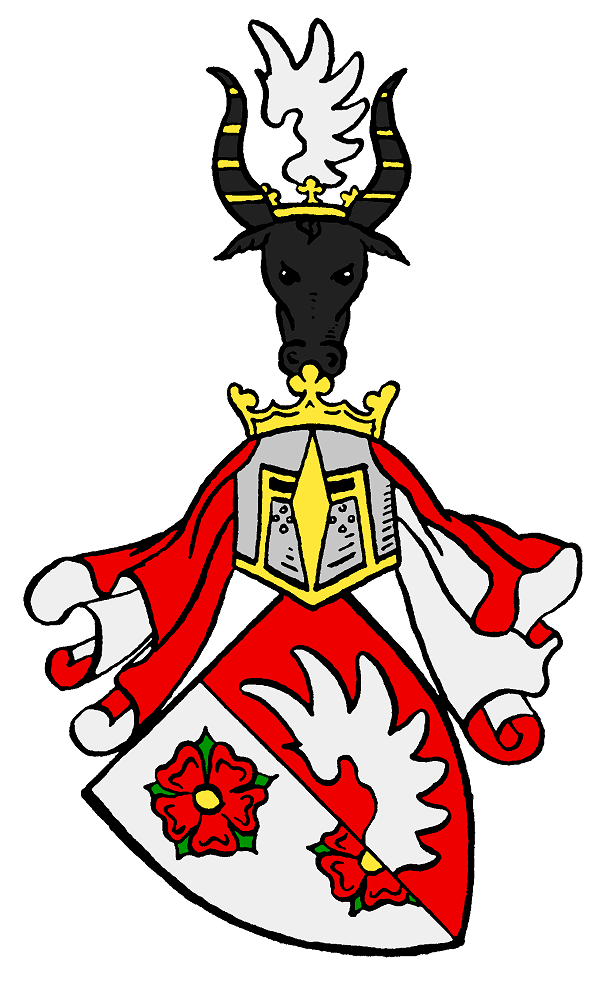
Holstein
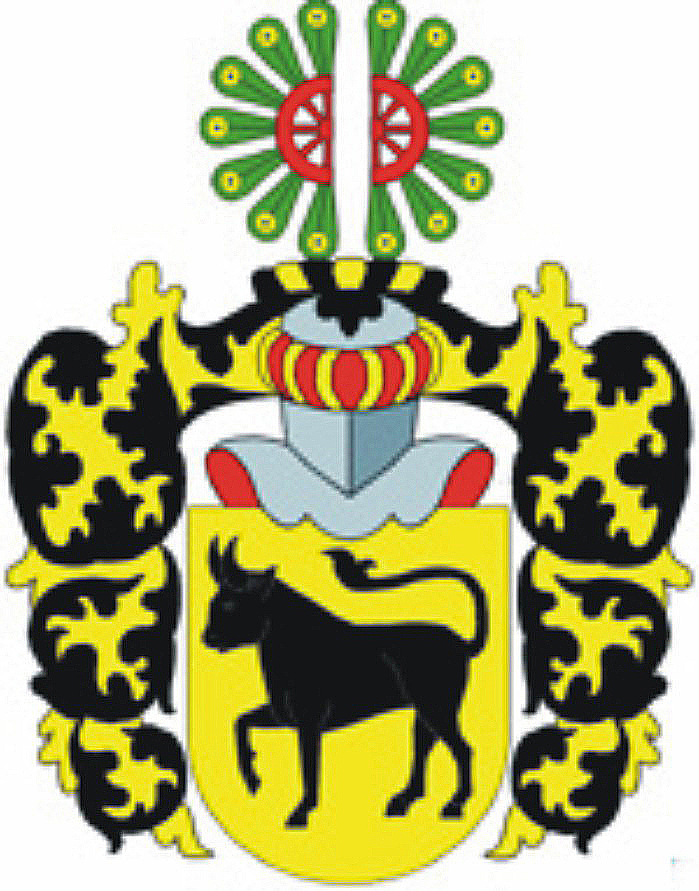
Plesse(n)

Původně neurozené rodiny povýšené v průběhu času ve vévodstvích do šlechtického stavu:
- Abercron (šl.)
- Donner (sv. p.)
- Liliencron (sv. p.)
- Kielmansegg (hr.)
- Luckner (hr.)
- Jenisch (sv. p., šl.)
- Schiller (šl.) – potomci Friedricha Schillera
- Schimmelmann (hr.) – z tohoto rodu pocházela Julia, hraběnka von Schimmelmann, manželka Fridricha, hraběte von Reventlow

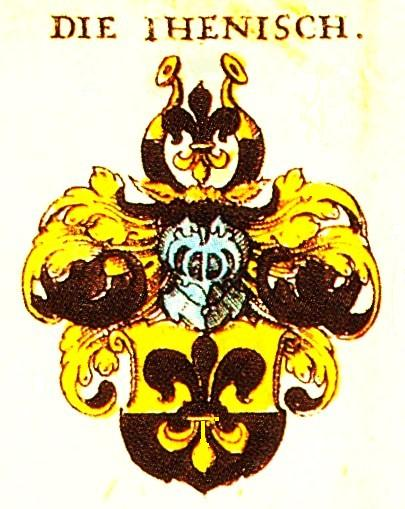
Jenisch
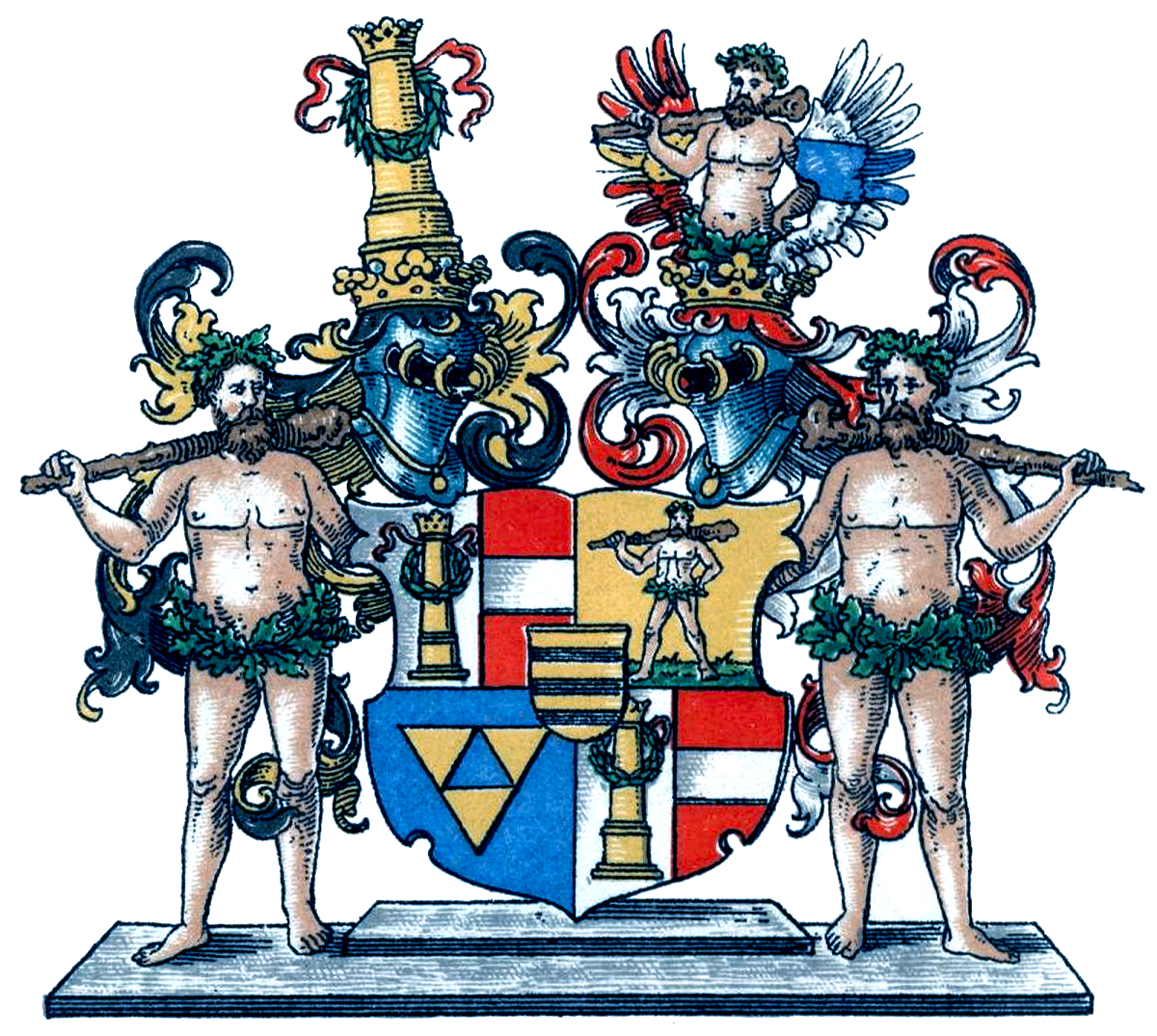
Kielmannsegg

### Rod mimo Ridderskaab usazený ve Šlesvicko-Holštýnsku
- Wedel (l. hr., br., šl.) – rod z holštýnského Sturmarska (Stormarn), stejně starobylý jako Equites originarii se kterými patřil ve středověku k zemským stavům, nevstoupil však r. 1790 ani později do spolku zemského rytířstva

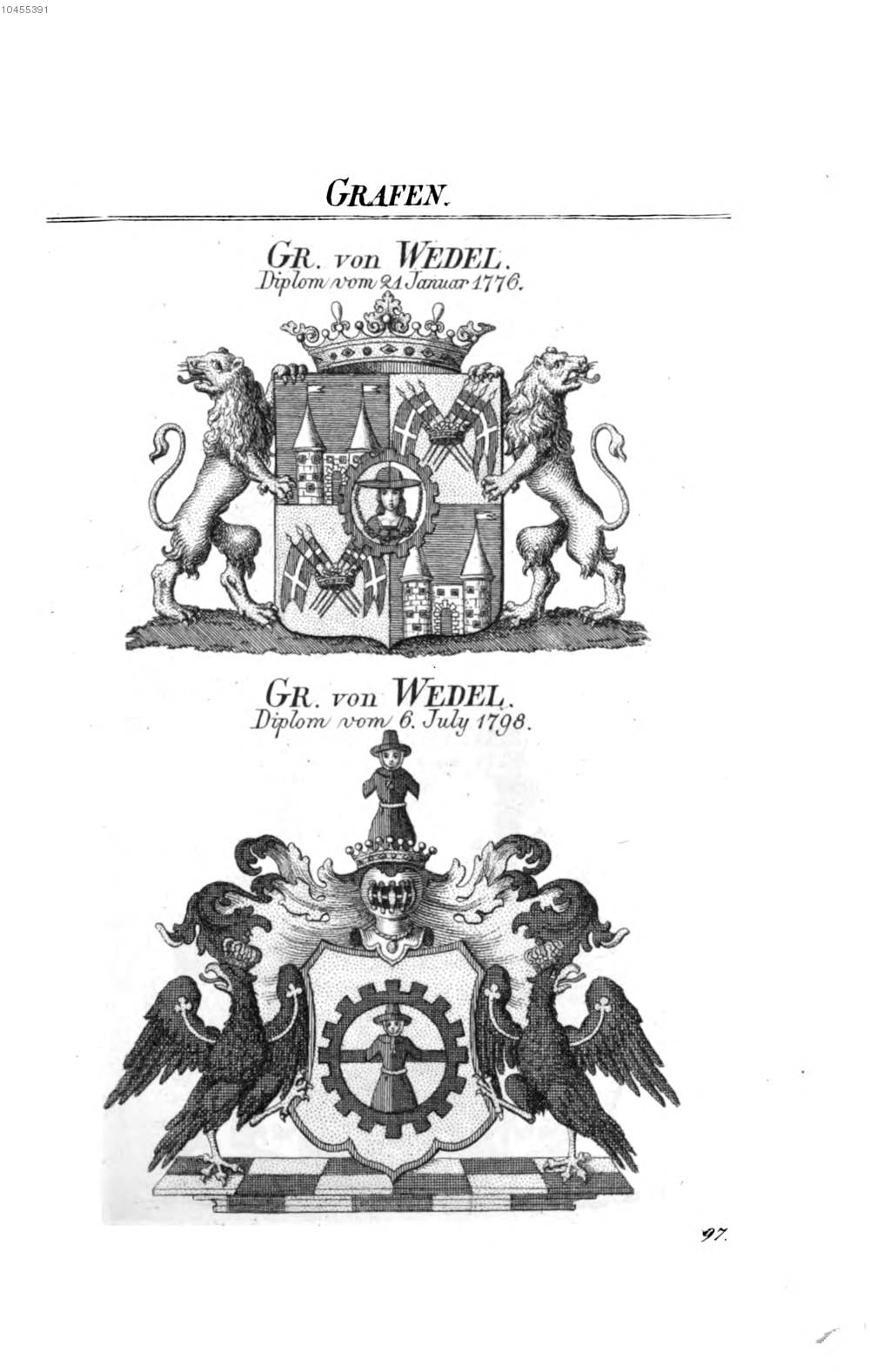
Wedel

## Bývalí členové

### Equites originarii
Rody poprvé doložené ve 13. či 14. století mezi holštýnskou zemskou šlechtou s datem vymření:
- Alverstorp († cca 1440)
- Ascheberg († 1535)
- Barsebeke († cca 1495)
- Block († cca 1430)
- Bosendal († cca 1535)
- Campe(n) († 1499)
- Dosenrode († 1476)
- Hake († cca 1585)
- von der Helle († cca 1461)
- Hummersbotele či Hummelsbüttel († 1496)
- Kale († 1420)
- Kuren či Kühren († cca 1435)
- Kule († 1492)
- Lasbeke († cca 1475)
- Latendorp († cca 1485)
- Lembek († 1562)
- Mistorp († 1555)
- Muggele či Mucheln († cca 1475)
- Porsvelde či Postfeld († 1503)
- Rickesdorp či Rixtorp († 1509)
- Sandbergh († 1473)
- Schinkel († cca 1495, dánská větev † 1560)
- Siggem († 1500)
- Smalstede († 1546)
- Swawe († 1500)
- Tedinghuusen/Tinhuus či Tetenhusen († 1556)
- Tralow či Tralau († cca 1420)
- Wiltberg († cca 1475).
- Breide († 1675)
- Damme († 1679)
- Gadendorp († 1613)
- Heesten či Heist († 1642)
- von der Hagen († 1641)
- Höcken († 1741)
- Krummendieck († 1598, švédská větev † 1529, norská větev † 1530, dánská větev † 1541)
- Meinstorp († 1664)
- Plesse († 1639)
- Pogwisch († 1836)
- Rathlow († 1752)
- Sehestedt († 1711, dánská větev † 1882)
- Smalstede († 1618)
- Stake († cca 1555)
- Stove či Stöven († 1630)
- Swyn († 1577)
- Wensin († 1658)
- von der Wisch († 1873)
- Wittorp († 1697)
- Wohnsfleth († 1747)
- Thienen (Thienen-Thienen † 1814), Thienen-Wahlstorf († po roce 1634, ve francouzských službách) – viz též Thienen-Adlerflycht

Rody cizího původu, přijaté v pozdním středověku či raném novověku do Ridderskaab a mezi Equites originarii:
- Blome († 1945)
- Rastorp († 1749, v Dánsku pod jménem Rostrup)
- Stampe († cca 1550)
- Knope či Knoop († 1565)
- Rönnow († 1600) – r. 1413/1414 se odstěhovali do Dánska
- Godow († cca 1510) –. r. 1330 se odstěhovali na dánský ostrov Lolland

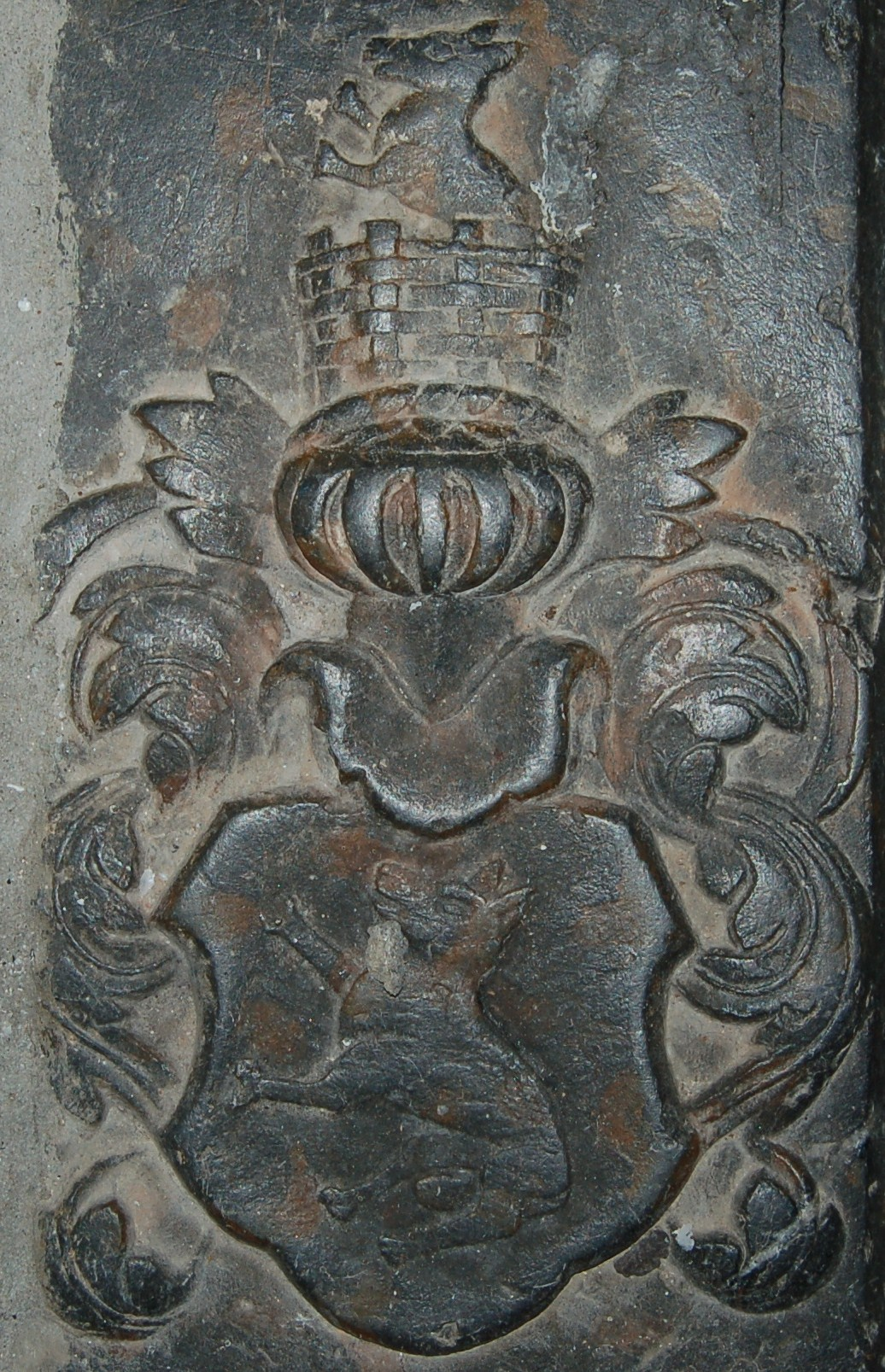
von der Wisch a Pogwisch
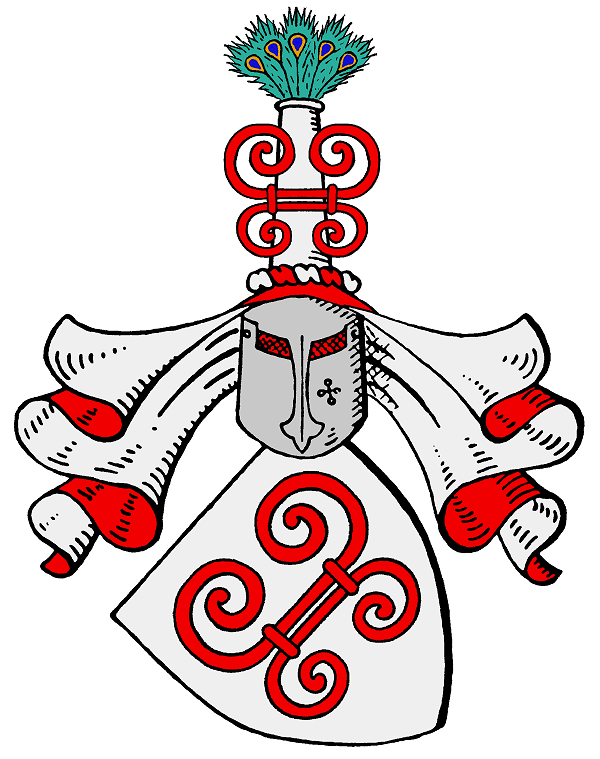
Plesse
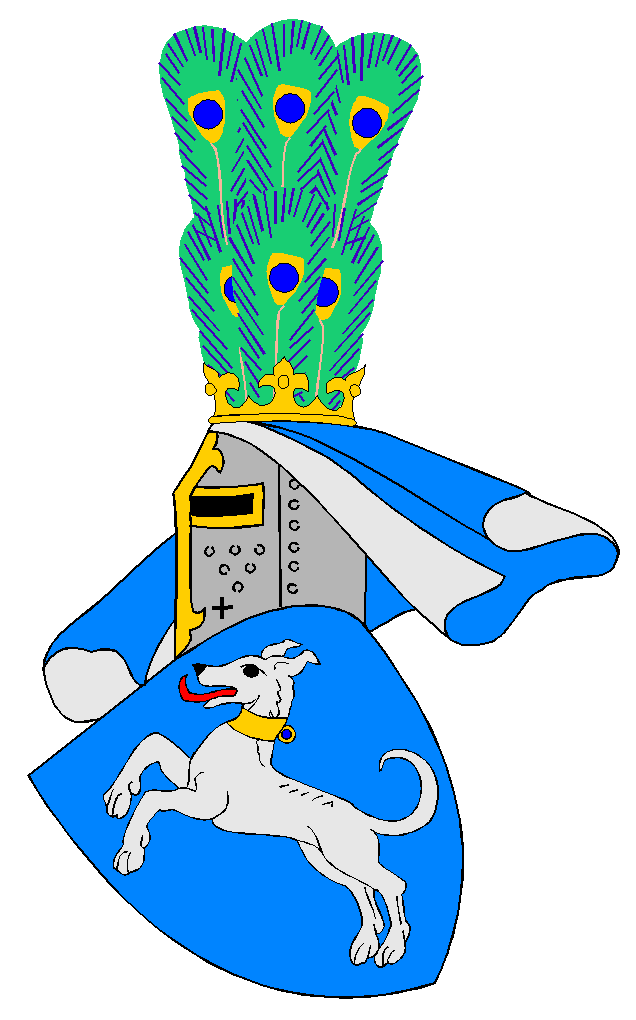
Blome

### Recepti
Rody cizího původu přijaté do Ridderskaab po roce 1790. V závorce titul rodu nebo tituly jednotlivých rodových větví v době vymření rodu či v době přesídlení ze Šlesvicka-Holštýnska (uvedeny pouze ty větve, které byly členy Ridderskaab). Sezna není úplný:
- Moltke (l. hr., hr.) – meklenbursko-dánský rod slovanského původu, pocházel z něj pruský polní maršál Helmut Bernard von Moltke
- Moisling (šl.) – urozený velkoobchodnický městský patriciát a lenní statkáři města Lübecku
- Schilden († 1860, ryt., šl.) – rod původem z města Hannoveru
- Qualen († 1890)
- Hessenstein „I“ (kn.) – nemanželští potomci švédského krále Frederika I.

Rody místního původu, které byly původně neurozené a teprve v novověku povýšeny do šlechtického stavu a po r. 1790 přijaty do Ridderskaab:
- Hedemann-Heespen (šl.)
- Wedderkop (šl.)

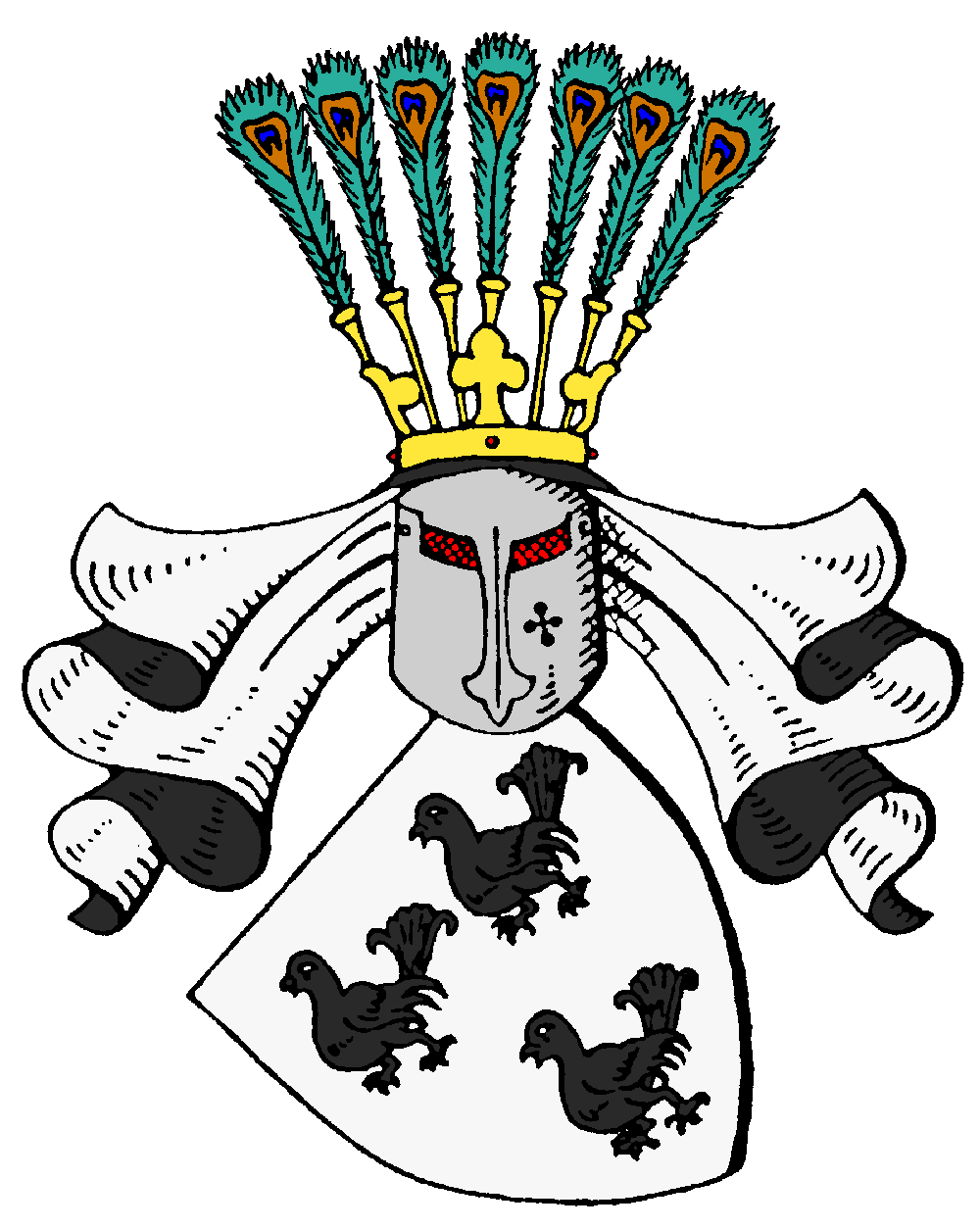
Moltke
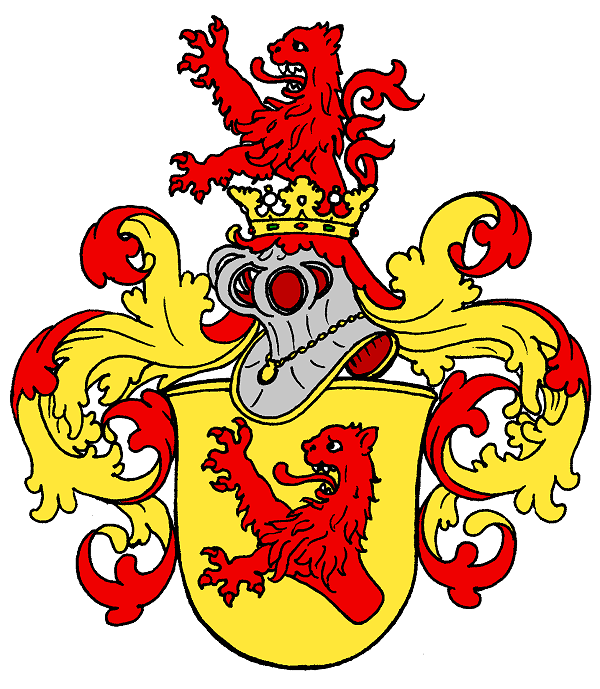
Wedderkop
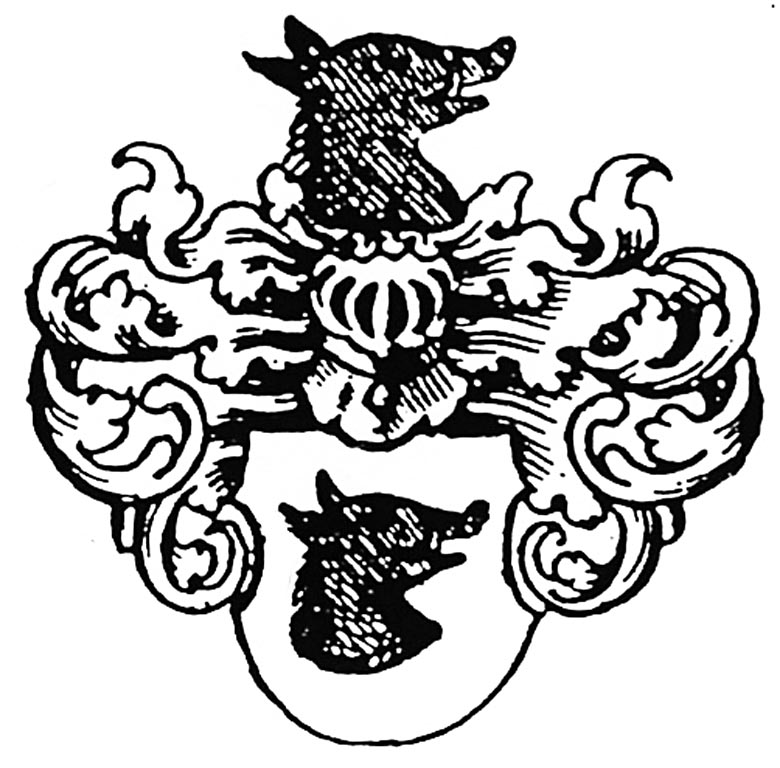
Qualen
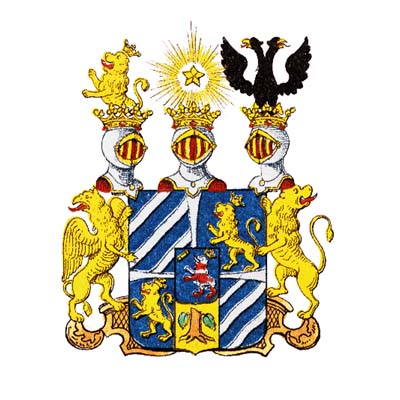
Hessenstein "I"